# Morningside (North Lanarkshire)
Pour les articles homonymes, voir Morningside.
Morningside est un village situé dans le North Lanarkshire, en Écosse.